# Coupe du monde de VTT 1996
Navigation
1995 1997
La Coupe du monde de VTT 1996 est la 6e édition de la Coupe du monde de VTT.

## Cross-country

### Hommes
| #  | Date        | Lieu             | Vainqueur           | Deuxième            | Troisième                 | Leader du général   |
| -- | ----------- | ---------------- | ------------------- | ------------------- | ------------------------- | ------------------- |
| 1  | 14 avril    | Lisbonne         | Thomas Frischknecht | David Baker         | Christophe Dupouey        | Thomas Frischknecht |
| 2  | 21 avril    | Houffalize       | Christophe Dupouey  | Jan Østergaard      | Lennie Kristensen         |                     |
| 3  | 28 avril    | Saint-Wendel     | Thomas Frischknecht | Dario Cioni         | Miguel Martinez           |                     |
| 4  | 2 juin      | Helen            | Miguel Martinez     | Thomas Frischknecht | Jean-Christophe Savignoni |                     |
| 5  | 9 juin      | Bromont          | Miguel Martinez     | Christophe Dupouey  | Thomas Frischknecht       |                     |
| 6  | 16 juin     | Mont Sainte-Anne | Christophe Dupouey  | Miguel Martinez     | Jean-Christophe Savignoni |                     |
| 7  | 22 juin     | Mount Snow       | Rune Høydahl        | Lennie Kristensen   | Hubert Pallhuber          |                     |
| 8  | 11 août     | Les Gets         | Bart Brentjens      | Hubert Pallhuber    | Jérôme Chiotti            |                     |
| 9  | 18 août     | Kristiansand     | Miguel Martinez     | Christophe Dupouey  | Bart Brentjens            |                     |
| 10 | 8 septembre | Hawaii           | Thomas Frischknecht | Christophe Dupouey  | Alessandro Fontana        | Christophe Dupouey  |

| Pos | Coureur             | Pays            | Équipe             | Pts |
| --- | ------------------- | --------------- | ------------------ | --- |
| 1.  | Christophe Dupouey  | France          | Sunn-Chipie        | 373 |
| 2.  | Thomas Frischknecht | Suisse          | Team Ritchey       | 357 |
| 3.  | Miguel Martinez     | France          | Sunn-Chipie        | 321 |
| 4.  | Hubert Pallhuber    | Italie          | Diamondback-Tissot | 302 |
| 5.  | Alessandro Fontana  | Italie          | Diamondback-Tissot | 291 |
| 6.  | Lennie Kristensen   | Danemark        | Team Giant         | 288 |
| 7.  | Rune Høydahl        | Norvège         | Team Giant         | 266 |
| 8.  | Mike Kluge          | Allemagne       | Focus              | 264 |
| 9.  | David Baker         | Grande-Bretagne | Team GT            | 262 |
| 10. | Bart Brentjens      | Pays-Bas        | American Eagle     | 244 |

### Femmes
| #  | Date        | Lieu             | Vainqueur        | Deuxième             | Troisième           | Leader du général |
| -- | ----------- | ---------------- | ---------------- | -------------------- | ------------------- | ----------------- |
| 1  | 14 avril    | Lisbonne         | Alison Sydor     | Juliana Furtado      | Sara Ballantyne     | Alison Sydor      |
| 2  | 21 avril    | Houffalize       | Alison Sydor     | Juliana Furtado      | Gunn-Rita Dahle     | Alison Sydor      |
| 3  | 28 avril    | Saint-Wendel     | Alison Sydor     | Juliana Furtado      | Annabella Stropparo | Alison Sydor      |
| 4  | 2 juin      | Helen            | Juliana Furtado  | Eva Orvošová         | Caroline Alexander  | Juliana Furtado   |
| 5  | 9 juin      | Bromont          | Alison Sydor     | Caroline Alexander   | Eva Orvošová        | Alison Sydor      |
| 6  | 16 juin     | Mont Sainte-Anne | Alison Sydor     | Eva Orvošová         | Tammy Jacques       | Alison Sydor      |
| 7  | 22 juin     | Mount Snow       | Alison Sydor     | Ruthie Matthes       | Sara Ballantyne     | Alison Sydor      |
| 8  | 11 août     | Les Gets         | Daniela Gassmann | Annabella Stropparo  | Sandra Temporelli   | Alison Sydor      |
| 9  | 18 août     | Kristiansand     | Gunn-Rita Dahle  | Paola Pezzo          | Chantal Daucourt    | Alison Sydor      |
| 10 | 8 septembre | Hawaii           | Gunn-Rita Dahle  | Maria Paola Turcutto | Ruthie Matthes      | Alison Sydor      |

| Pos | Coureuse           | Pays            | Équipe             | Pts |
| --- | ------------------ | --------------- | ------------------ | --- |
| 1.  | Alison Sydor       | Canada          | Volvo-Cannondale   | 227 |
| 2.  | Gunn-Rita Dahle    | Norvège         | American Eagle     | 161 |
| 3.  | Juliana Furtado    | États-Unis      | Team GT            | 134 |
| 4.  | Caroline Alexander | Grande-Bretagne | BMW-Klein          | 130 |
| 5.  | Sara Ballantyne    | États-Unis      | Univega-L.Garneau  | 125 |
| 6.  | Ruthie Matthes     | États-Unis      | Volvic-Powerbar    | 110 |
| 7.  | Susan DeMattei     | États-Unis      | Diamondback Racing | 110 |
| 8.  | Eva Orvošová       | Slovaquie       | Team Schwinn       | 95  |
| 9.  | Shari Kain         | États-Unis      | Team Ritchey       | 91  |
| 10. | Daniela Gassmann   | Suisse          | Wheeler-Tissot     | 84  |

## Descente

### Hommes
| # | Date        | Lieu             | Vainqueur        | Deuxième         | Troisième        | Leader du général |
| - | ----------- | ---------------- | ---------------- | ---------------- | ---------------- | ----------------- |
| 1 | 12 mai      | Panticosa        | Tomas Misser     | Steve Peat       | Nicolas Vouilloz | Tomas Misser      |
| 2 | 19 mai      | Nevegal          | Marcus Klausmann | Mike King        | Nicolas Vouilloz |                   |
| 3 | 15 juin     | Mont Sainte-Anne | Tomas Misser     | Mike King        | Nicolas Vouilloz |                   |
| 4 | 10 août     | Les Gets         | Nicolas Vouilloz | Shaun Palmer     | Marcus Klausmann |                   |
| 5 | 19 août     | Kaprun           | Rob Warner       | Nicolas Vouilloz | Alexandre Balaud |                   |
| 6 | 7 septembre | Hawaii           | John Tomac       | Todd Snider      | Myles Rockwell   | Nicolas Vouilloz  |

| Pos | Coureur           | Pays            | Équipe             | Pts |
| --- | ----------------- | --------------- | ------------------ | --- |
| 1.  | Nicolas Vouilloz  | France          | Team GT            | 201 |
| 2.  | Marcus Klausmann  | Allemagne       | Hot Chili          | 184 |
| 3.  | Tomas Misser      | Espagne         | Kona-Volvo         | 169 |
| 4.  | Mike King         | États-Unis      | Team GT            | 166 |
| 5.  | Shaun Palmer      | États-Unis      | Intense Cycles-Fox | 152 |
| 6.  | Steve Peat        | Grande-Bretagne | MBUK-Nike          | 150 |
| 7.  | Corrado Hérin     | Italie          | Sintesi Verlicchi  | 140 |
| 8.  | Gianluca Bonanomi | Italie          | Bianchi-Martini    | 127 |
| 9.  | Rob Warner        | Grande-Bretagne | Team Giant         | 121 |
| 10. | Guillaume Koch    | France          | Team Scott         | 120 |

### Femmes
| # | Date        | Lieu             | Vainqueur              | Deuxième               | Troisième       | Leader du général      |
| - | ----------- | ---------------- | ---------------------- | ---------------------- | --------------- | ---------------------- |
| 1 | 12 mai      | Panticosa        | Anne-Caroline Chausson | Missy Giove            | Nolvenn Le Caër | Anne-Caroline Chausson |
| 2 | 19 mai      | Nevegal          | Anne-Caroline Chausson | Missy Giove            | Rita Bürgi      | Anne-Caroline Chausson |
| 3 | 15 juin     | Mont Sainte-Anne | Leigh Donovan          | Anne-Caroline Chausson | Nolvenn Le Caër | Anne-Caroline Chausson |
| 4 | 10 août     | Les Gets         | Anne-Caroline Chausson | Mercedes González      | Kim Sonier      | Anne-Caroline Chausson |
| 5 | 19 août     | Kaprun           | Missy Giove            | Kim Sonier             | Elke Brutsaert  | Anne-Caroline Chausson |
| 6 | 7 septembre | Hawaii           | Missy Giove            | Leigh Donovan          | Elke Brutsaert  | Missy Giove            |

| Pos | Coureuse               | Pays       | Équipe             | Pts |
| --- | ---------------------- | ---------- | ------------------ | --- |
| 1.  | Missy Giove            | États-Unis | Volvo-Cannondale   | 127 |
| 2.  | Anne-Caroline Chausson | France     | Sunn-Chipie        | 125 |
| 3.  | Leigh Donovan          | États-Unis | Mongoose           | 100 |
| 4.  | Mercedes González      | Espagne    | Team GT            | 86  |
| 5.  | Nolvenn Le Caër        | France     | Diamondback Racing | 80  |
| 6.  | Kim Sonier             | États-Unis | Volvo-Cannondale   | 78  |
| 7.  | Elke Brutsaert         | États-Unis | Team Schwinn       | 67  |
| 8.  | Giovanna Bonazzi       | Italie     | Team Schwinn       | 58  |
| 9.  | Lisa Sher              | États-Unis | Team Barracuda     | 55  |
| 10. | Marla Streb            | États-Unis | Marin              | 54  |